# Ice Age (franchise)

Ice Age is een Amerikaanse franchise die zich afspeelt rond een mammoet, een sabeltandtijger, een luiaard en een fictieve eekhoorn tijdens de ijstijd zo'n 20.000 jaar geleden. Het is op Shrek na de succesvolste animatiefranchise. Het werd gemaakt door Blue Sky Studios (de animatie-afdeling van 20th Century Fox). Het bestaat uit vijf langspeelfilms, acht korte films en een aantal computerspellen.

## Langspeelfilms

### Ice Age(2002)

Ice Age is een computeranimatiefilm die verscheen op 15 maart 2002. De film werd geregisseerd door Chris Wedge en Carlos Saldanha. De film zou oorspronkelijk een traditionele animatiefilm worden, gemaakt door Don Bluth en Gary Goldman, maar de sterke opkomst van computeranimatiefilms en de mislukking van Don Bluth's film Titan A.E. maakten dat dit plan werd geschrapt.
Het verhaal gaat als volgt. De mammoet Manfred (Manny) en de klungelige luiaard Sid ontmoeten elkaar. Verderop wordt een mensendorp aangevallen door een troep sabeltandtijgers. Het doel van de aanval is de baby van de hoofdman doden. De moeder ontsnapt echter met de baby en vertrouwt de baby toe aan Manny en Sid. Deze willen die dus terugbrengen naar de vader. De sabeltandtijgers sturen ondertussen Diego, een van hen, op zoek naar de baby. Diego leidt Manny en Sid vervolgens naar een valstrik, maar onderweg twijfelt hij aan zijn loyaliteit.
De film had een budget van $59 miljoen en een opbrengst van $382,7 miljoen. Hiermee is het de 8ste succesvolste film uit 2002.

### Ice Age: The Meltdown(2006)
Ice Age: The Meltdown is een computeranimatiefilm die verscheen op 7 maart 2006. De film werd geregisseerd door Carlos Saldanha. De film is een vervolg op Ice Age. De film werd in totaal in 70 landen uitgebracht, waarvan China als laatste. De film kreeg van de MPAA de rating PG vanwege het taalgebruik. De werktitel van de film was Ice Age 2: The Meltdown, maar voor de première werd besloten de 2 uit de titel te halen.
Het verhaal gaat als volgt. De ijstijd is voorbij en alles begint te smelten. De vallei waar de kudde nu woont, dreigt te overstromen. Tegelijkertijd heeft Manny het er lastig mee dat hij de laatste mammoet is. De dieren gaan op pad op zoek naar een grote boomstam als een ark van Noach. Onderweg ontmoeten Manny, Diego en Sid een andere mammoet genaamd Ellie. Zij denkt echter dat ze een buidelrat is doordat ze is opgevoed door een buidelrat en haar 2 zonen. Manny, Diego, Sid, Ellie en haar 2 broers trekken op pad op zoek naar de boomstam om niet getroffen te worden door de vloed. Ze worden echter achtervolgd door 2 prehistorische zeedieren genaamd Cretaceous en Maelstrom.
De film had een budget van $80 miljoen en een opbrengst van $651,6 miljoen. Hiermee is het de 3de succesvolste film uit 2006.

### Ice Age: Dawn of the Dinosaurs(2009)

Ice Age: Dawn of the Dinosaurs, ook bekend als Ice Age 3, is een computeranimatiefilm die verscheen op 1 juli 2009. De film werd geregisseerd door Carlos Saldanha. De film werd waar mogelijk in RealD uitgebracht, en was dus in 3D te zien.
Het verhaal gaat verder waar de laatste film eindigde. Manny en Ellie verwachten een kind. Diego denkt dat het samenleven met hen van hem een doetje maakt waardoor hij zijn jachtinstincten zogezegd kwijtgeraakt. Sid is jaloers op Manny en Ellie, want hij wil ook een gezin stichten. Hij vindt vervolgens 3 schijnbaar verlaten eieren in een grot en neemt ze mee. Tot ieders verbazing komen er drie Tyrannosaurusjes uit, want die zijn normaal gezien al lang uitgestorven. Vervolgens komt de moeder de kinderen halen en de kudde komt terecht in een ondergrondse jungle waar nog dino's leven. Hier ontmoeten ze de kleine marter Buck die problemen heeft met de grote albino-Baryonyx genaamd Rudy.
De film had een budget van $90 miljoen en een opbrengt van $887 miljoen. Hiermee is het de 3de succesvolste film uit 2009.

### Ice Age: Continental Drift(2012)

Ice Age: Continental Drift is een computeranimatiefilm die verscheen op 13 juli 2012. De film werd geregisseerd door Steve Martino en Mike Thurmeier. De film speelt zich een paar jaar later af dan de derde film. De pasgeboren dochter Peaches uit de vorige film is opeens een puber. Dit betekent dat het zich afspeelt na de gebeurtenissen in Ice Age: A Mammoth Christmas, want Peaches is daar nog maar een klein kind.
In de film drijven de continenten uiteen. Hierdoor wordt de kudde gescheiden. Manny, Diego en Sid belanden op een stuk ijs in de oceaan terwijl Ellie en Peaches de andere dieren naar een veilige plek moeten leiden. De mannen krijgen op zee echter problemen met een piraat genaamd kapitein Gut. Hij neemt ze gevangen en dwingt ze om zich te vervoegen in zijn bemanning. Dit weigeren Manny, Diego en Sid. Bij het ontsnappen vernietigen ze Gut zijn "schip" (in feite een groot blok ijs). Diego wordt verliefd op Shira, de luitenant van Gut. Manny, Diego en Sid willen vervolgens naar huis varen, maar Gut zoekt wraak. Ze zullen hierdoor met hem af moeten rekenen.
De film had een budget van $95 miljoen en een opbrengt van $877,2 miljoen. Hiermee is het de 5de succesvolste film uit 2012.

### Ice Age: Collision Course(2016)

Ice Age: Collision Course is een computeranimatiefilm die verscheen op 13 juli 2016. De film werd geregisseerd door Mike Thurmeier en Galen T. Chu. De première in de Verenigde Staten werd een week verschoven om concurrentie te vermijden met de geplande reboot van Ghostbusters en 2 andere films (naar 22 juli 2016).
Scrat stuurt per ongeluk een verlaten ruimteschip de ruimte in en zet daardoor ongewild enkele zaken op gang waardoor een grote planetoïde op weg naar de aarde gestuurd wordt. Manny en de rest van de kudde moeten een manier zoeken om deze ramp te vermijden want dat zou het einde betekenen van alle bestaande leven op aarde.

## Korte films

### Gone Nutty(2002)
Gone Nutty (ook wel bekend als Scrat's Missing Adventure) is een korte film geregisseerd door Carlos Saldanha. Het verscheen op 26 november 2002 op de Ice Age-DVD en VHS. Het werd tevens ook genomineerd voor een oscar in 2003.

### No Time for Nuts(2006)
No Time for Nuts is een korte film geregisseerd door Chris Renaud en Mike Thurmeier. Deze kortfilm verscheen op 21 november 2006 op de Ice Age: The Meltdown-DVD. Het won een Annie Award in de categorie "Beste geanimeerde korte film" in 2006. Het werd tevens ook genomineerd voor een oscar in 2007.

### Surviving Sid(2008)
Surviving Sid is een korte film geregisseerd door Galen T. Chu en Karen Disher. Deze korte film verscheen op 9 december 2008 op de Horton Hears a Who!-dvd en blu-ray. In tegenstelling tot de eerste 2 kortfilms speelt het personage Sid de hoofdrol in plaats van Scrat. Het won geen belangrijke prijzen zoals zijn voorgangers.

### Scrat's Continental Crack-Up(2010)
Scrat's Continental Crack-Up is een korte film geregisseerd door Steve Martino en Mike Thurmeier. Deze korte film verscheen op 25 december 2010 op de première van Gulliver's Travels. Het won echter geen prijzen zoals de eerste twee films. Deze korte film diende als teaser op de vierde langspeelfilm in de franchise. Het personage Scrat speelt terug net als in de eerste 2 kortfilms de hoofdrol. Twee jaar later bleek dat de kortfilm tevens ook opnieuw gebruikt werd als het begin van de vierde langspeelfilm.

### Scrat's Continental Crack-Up: Part 2(2011)
Scrat's Continental Crack-Up: Part 2 is een korte film geregisseerd door Steve Martino en Mike Thurmeier. Deze korte film verscheen op 16 november 2011 op iTunes. Later verscheen het voor het eerst in de bioscoop op de première van Alvin and the Chipmunks: Chipwrecked. Het won echter geen prijzen. Deze korte film diende als tweede teaser op de vierde langspeelfilm in de franchise. Het bleek later grotendeels een onderdeel te zijn van diezelfde film zoals de voorgaande korte film.

### Ice Age: A Mammoth Christmas(2011)
Ice Age: A Mammoth Christmas is een korte film geregisseerd door Karen Disher. Deze korte film verscheen op 24 november 2011 op Fox TV. Het is dus tevens ook een televisiefilm. De korte film duurt ook veel langer dan zijn voorgangers. Voor deze korte film werd er voor de productie samengewerkt met Reel FX Creative Studios. Op 26 november 2011 verscheen het op DVD en Blu-ray. Het werd genomineerd voor een Annie Award, maar won deze niet.
Het verhaal gaat als volgt. De kudde gaat naar de noordpool om naar de kerstman te zoeken. Wanneer ze hierbij het kerstfeest ruïneren, moeten ze hun uiterste best doen om kerstmis te redden.

### Cosmic Scrat-tastrophe(2015)
Cosmic Scrat-tastrophe is een korte film geregisseerd door Mike Thurmeier en Galen T. Chu. Deze korte film verscheen 6 november 2015 op de première van The Peanuts Movie.

### Ice Age: The Great Egg-Scapade(2016)
Ice Age: The Great Egg-Scapade (Nederlandse titel: Ice Age: Het Mysterie van de Eieren) is een korte film geregisseerd door Ricardo Cutis uit 2016. Het verscheen op 20 maart 2016 op Fox TV. Het is dus tevens ook een televisiefilm. De korte film duurt ook veel langer dan de meeste andere korte films van deze franchise en het is een paasspecial.
Het verhaal begint als volgt. Ethel vertrouwt haar ei toe aan Sid. Het staat op het punt om uit te komen en ze raadt hem aan om naar Cholly Bear en Gladys Glypto te gaan. Zij hebben een ei-zitbureau: een plek waar je naartoe kan gaan om je ei uit te broeden. Ondertussen zint het piratenkonijn Squint op wraak. Hij laat alle eieren verdwijnen. Gelukkig komen Client, Manny, Diego en de rest van de Ice Age-vrienden the hulp en ze gaan op paaseierenjacht.

## Cast
| Personage | Langspeelfilms | Langspeelfilms      | Langspeelfilms               | Langspeelfilms           | Langspeelfilms          | Korte films       | Korte films             | Korte films          | Korte films                         | Korte films                                 | Korte films                | Korte films                   | Korte films                  |
| Personage | Ice Age (2002) | The Meltdown (2006) | Dawn of the Dinosaurs (2009) | Continental Drift (2012) | Collision Course (2016) | Gone Nutty (2002) | No Time for Nuts (2006) | Surviving Sid (2008) | Scrat's Continental Crack-Up (2010) | Scrat's Continental Crack-Up: Part 2 (2011) | A Mammoth Christmas (2011) | Cosmic Scrat-tastrophe (2015) | The Great Egg-Scapade (2016) |
| --------- | -------------- | ------------------- | ---------------------------- | ------------------------ | ----------------------- | ----------------- | ----------------------- | -------------------- | ----------------------------------- | ------------------------------------------- | -------------------------- | ----------------------------- | ---------------------------- |
| Scrat     | Chris Wedge    | Chris Wedge         | Chris Wedge                  | Chris Wedge              | Chris Wedge             | Chris Wedge       | Chris Wedge             | Chris Wedge          | Chris Wedge                         | Chris Wedge                                 | Chris Wedge                | Chris Wedge                   | Chris Wedge                  |
| Manny     | Ray Romano     | Ray Romano          | Ray Romano                   | Ray Romano               | Ray Romano              |                   |                         |                      |                                     | Ray Romano                                  | Ray Romano                 | Ray Romano                    | Ray Romano                   |
| Sid       | John Leguizamo | John Leguizamo      | John Leguizamo               | John Leguizamo           | John Leguizamo          |                   |                         | John Leguizamo       |                                     | John Leguizamo                              | John Leguizamo             | John Leguizamo                | John Leguizamo               |
| Diego     | Denis Leary    | Denis Leary         | Denis Leary                  | Denis Leary              | Denis Leary             |                   |                         |                      |                                     | Denis Leary                                 | Denis Leary                | Denis Leary                   | Denis Leary                  |
| Ellie     |                | Queen Latifah       | Queen Latifah                | Queen Latifah            | Queen Latifah           |                   |                         |                      |                                     |                                             | Queen Latifah              |                               | Queen Latifah                |
| Crash     |                | Seann William Scott | Seann William Scott          | Seann William Scott      | Seann William Scott     |                   |                         |                      |                                     |                                             | Seann William Scott        |                               | Seann William Scott          |
| Eddie     |                | Josh Peck           | Josh Peck                    | Josh Peck                | Josh Peck               |                   |                         |                      |                                     |                                             | Josh Peck                  |                               | Josh Peck                    |
| Buck      |                |                     | Simon Pegg                   | stille cameo             | Simon Pegg              |                   |                         |                      |                                     |                                             |                            |                               |                              |
| Peaches   |                |                     | stille cameo                 | Keke Palmer              | Keke Palmer             |                   |                         |                      |                                     |                                             | Ciara Bravo                |                               | Keke Palmer                  |
| Scratte   |                |                     | Karen Disher                 | Karen Disher             |                         |                   |                         |                      |                                     |                                             |                            |                               |                              |
| Shira     |                |                     |                              | Jennifer Lopez           | Jennifer Lopez          |                   |                         |                      |                                     | Jennifer Lopez                              |                            |                               |                              |
| Granny    |                |                     |                              | Wanda Sykes              | Wanda Sykes             |                   |                         |                      |                                     |                                             |                            |                               |                              |
| Julian    |                |                     |                              |                          | Adam DeVine             |                   |                         |                      |                                     |                                             |                            |                               |                              |

## Computerspellen

### Ice Age(2002)
Ice Age is een computerspel, gebaseerd op de gelijknamige film. Het spel werd uitgebracht door Ubisoft op 18 maart 2002. Het is beschikbaar voor Nintendo GBA.

### Ice Age 2: The Meltdown(2006)
Ice Age 2: The Meltdown is een computerspel, gebaseerd op de gelijknamige film. Het spel werd uitgebracht door Sierra Entertainment op 6 december 2006. Het is beschikbaar voor pc, Nintendo DS, PlayStation 2, Wii, Xbox, GameCube en Nintendo GBA.

### Ice Age: Dawn of the Dinosaurs(2009)
Ice Age: Dawn of the Dinosaurs is een computerspel, gebaseerd op de gelijknamige film. Het platformspel werd uitgebracht door Activision op 30 juni 2009. Het is beschikbaar voor pc, Nintendo DS, PlayStation 2, PlayStation 3, Wii en Xbox 360.

### Ice Age Village(2012)
Ice Age Village is een computerspel uitgebracht door Gameloft op 5 april 2012. Het is beschikbaar voor iPhone, iPad en sommige Android-toestellen.

### Ice Age: Continental Drift – Arctic Games(2012)
Ice Age: Continental Drift is een computerspel, gebaseerd op de gelijknamige film. Het spel werd uitgebracht door Activision op 10 juli 2012. Het is beschikbaar voor Nintendo DS, Nintendo 3DS, Wii en Xbox 360.

### Ice Age Online(2012)
Ice Age Online is een voormalig online platformspel uitgebracht door Bigpoint op 10 juli 2012. Het spel werd later stopgezet.

### Ice Age Adventures(2014)
Ice Age Adventures is een computerspel uitgebracht door Gameloft op 7 augustus 2014. Het is beschikbaar voor iPhone, iPad, iPod touch, WP, Windows 8-toestellen en sommige Android-toestellen.

## Andere

### Ice Age Adventure
Ice Age Adventure is een attractie in het Duitse pretpark Movie Park Germany.

### Ice Age Live! A Mammoth Adventure
Ice Age Live! A Mammoth Adventure is een schaatsspektakel uit 2012. Het gaat voort tot 2017. Het wordt georganiseerd door Stage Entertainment Touring Productions en 20th Century Fox. Het speelt zich chronologisch af tussen de derde langspeelfilm en de zesde korte film in deze franchise.